# 크리스티나 페드로체
크리스티나 페드로체(Cristina Pedroche, 1985년 4월 30일 ~ )는 스페인의 배우이다.

## TV 시리즈
- 라 케 세 아베시나